# استاندارد جی‌اس‌آر-۱۶۸
استاندارد جی‌اس‌آر-۱۶۸ (به انگلیسی: Java Specification Request JSR-۱۶۸) یک واسط برنامه‌نویسی (API) استاندارد برای ایجاد پورتلت‌ها و قرار دادن آن‌ها در کنار یکدیگر در قالب یک پورتال را فراهم می‌کند و تعیین می‌کند که پورتلت‌ها باید در چه قالبی ساخته شوند. استاندارد JSR-۱۶۸ با تعریف زیرساخت و یک Portlet API به صورت عمومی، امکاناتی را جهت نمایش، خصوصی‌سازی و امنیت تهیه می‌کند. این استاندارد موجب می‌شود تا برنامه‌ای که به صورت یک پورتلت برای یک پورتال ساخته می‌شود با کمترین تغییر و به سادگی درون پورتال‌های دیگر نیز قابل استفاده باشد.
این استاندارد چگونگی توسعه Componentها را برای Portal Serverها استاندارد می‌کند. این استاندارد به پشتیبانی صنعتی حجم وسیعی از کمپانی‌های بزرگ پورتال سرور ایجاد و پشتیبانی می‌شود. با جمع‌آوری و مجتمع سازی منابع توزیع شده به همراه built-in SSO، تشخیص هویت بر اساس نقش و پشتیبانی از شخصی‌سازی، پورتال‌ها می‌توانند استفاده از منابع مختلف توزیع شده را به سادگی و به صورت مؤثر فراهم کرده و باعث بالا بردن بهره‌وری نرم‌افزارهای فعلی شوند.
استانداردJSR-۱۶۸ به‌وسیله بکارگیری سرویس‌های JCP) JCP یک سازمان باز و بین‌المللی است که ایجاد
استانداردهای Java و پیاده‌سازی‌های مرجع را انجام می‌دهد. برای اطلاعات بیشتر به http://jcp.org مراجعه کنید) ایجاد شده‌است.